# 慈雲山邨
慈雲山邨（英語：Tsz Wan Shan Estate）為香港一個曾經存在的公共屋邨，位於九龍黃大仙區，曾經成為全香港擁有最多樓宇的屋邨，共有63座樓宇。
1980年，香港房屋委員會為方便管理，將慈雲山邨分拆成慈安邨、慈樂邨、慈愛邨、慈正邨及慈民邨5個屋邨，及後於1990年代開始拆卸重建。

## 歷史
慈雲山邨前身為徙置區，於1964年5月至1971年9月期間落成，共建有63座第3型至第6型徙置大廈（原本計劃興建67座）。由於早期公共屋邨的設計多以安置大量無家可歸的難民為主，故居住環境一般較為擠迫以及各種社區設施都並不完善：在康樂設施上僅有位於全邨中央的球場﹣「慈雲山邨中央遊樂場」（球場範圍原本計劃興建第54至56座，但因計劃改變，第54至56座最終並沒有落成，而原計劃中與第42座相連的第41座則改為青年中心），亦由於邨中居民多達十數萬人，人口密度太高，因而衍生出不少問題，包括罪案、童黨、黑社會等（尤其是以慈愛邨最為嚴重，例如原來的42-43座間空地，當年常有癮君子聚集注射毒品，並在附近藏毒，若現金不足以購買毒品時更會行劫；至於慈安邨1-3座，由於與屋邨主要樓宇距離較遠，故問題相對較輕），而於1970年代邨中最著名的青少年朋黨組織為「慈雲山十三太保」。
在1970年，徙置事務處原擬將第1座（後改稱安合樓）全幢劃作受東頭政府廉租屋邨工程影響而須遷出的平房區屋民的指定安置大廈，最後僅有部份居民遷入。及後由於第28座因山泥傾瀉導致樁柱露出，所有居民均獲遷往樓齡較新的第1-3座，並進行補救工程。復修後初期，由於沒有居民願意入住，徙置事務處以「一屋兩戶」及自選單位遷置作招徠，成功吸引居民重新遷入。
基於慈雲山邨的規模龐大，香港房屋委員會（簡稱房委會）為方便管理，在1979年11月決定將慈雲山邨分拆成慈安邨、慈樂邨、慈愛邨、慈正邨及慈民邨5個較小的屋邨（原定為6個，當中慈樂邨原計劃分為「慈樂上邨」及「慈樂下邨」，但最後改為不分上下邨），每幢原慈雲山邨樓宇均添加了名稱，並於1980年內生效。慈雲山邨分拆後，由於當中有樓宇涉及26座問題公屋醜聞而需要提早拆卸，居民先暫時安置於慈安邨安合樓，待接收屋邨（黃大仙下（一）邨）於1990年竣工後才陸續遷離慈雲山。後來房委會為改善居民居住環境，透過「整體重建計劃」，於1990年代逐步將舊有樓宇拆卸重建，受影響居民遷入以鳳德邨、東頭邨及黃大仙下（二）邨為首的若干條接收屋邨。重建後部份屋邨重用舊邨名，亦建有兩個居屋屋苑。慈雲山邨拆卸前即使沒有即時倒塌危機，但由於絕大部分樓宇混凝土含量不合格，因此樓齡僅19－32年便要拆卸。
現在的慈雲山共有6個屋苑，分別為慈安苑、慈樂邨、慈愛苑、慈正邨、慈民邨及慈康邨。所有屋苑均以天橋聯繫著，順勢連接到山下的鳳德邨，並同時連向6個屋苑共用的大型商場﹣慈雲山中心。

## 屋邨資料

### 樓宇
所有原慈雲山邨樓宇已經拆卸及重建。粗體為26座問題公屋之一。（慈雲山邨共佔有6座）

### 學校
邨內亦設12所「火柴盒」小學及特殊學校，多數（共9所）與第四型大廈相連，詳情如下：
- 保良第四小學（鄰近第1-3座，與蔡準學校相連，是香港僅有的雙子式「火柴盒」小學校舍；1994年遷往新蒲崗前啟德官立小學校址並易名保良局何壽南小學，再於2016年遷往啟德近啟晴邨）
- 浸信會培愛小學（1977年後部份改為蔡準學校校舍，及後小學於1982年遷入沙田第一城並改名浸信會呂明才小學，剩餘部份再改為明愛樂群學校；鄰近第1-3座，與保良第四小學相連，是香港僅有的雙子式「火柴盒」小學校舍；前者於1993年遷往大圍並易名才俊學校，後者亦於同年遷往火炭穗禾路）
- 五邑工商總會鄧樹椿紀念學校（與第15座呈90度相連；1991年因清拆而遷往馬鞍山，易名五邑工商總會馮平山夫人李穎璋學校，最後於2009年結束）
- 聖文德小學（與16座西部一字型相連；1966年自九龍塘木屋區遷入，1991年遷往鳳德邨且易名聖文德天主教小學，並於2000年分拆出下午校並名為慈雲山聖文德天主教小學於慈正邨重開）
- 救世軍光慈學校（與40座北側呈90度相連，1987年遷往杏花邨並易名救世軍韋理夫人紀念學校）
- 聖鮑思高小學（與47座東側呈90度相連，下方一層（二樓）為智障兒童學校-紅十字會慈雲山學校；1991年因清拆而結束）
- 循理會至正學校（與50座中部相連；1982年因收生不足接獲殺校令，但後來獲准遷往新翠邨並易名循理會白普理基金循理小學；校舍在四年後曾改作社區中心及慈雲山公共圖書館，1996年關閉）[3]
- 禮賢會小學（1966年創立；與第58座南側呈90度相連；1991年遷往鳳德邨並改為中度智障學校-禮賢會恩慈學校）
- 道慈佛社張祝珊第二小學（與59座中部相連；1984年結束後，於1987年至1991年間用作神召會康樂中學臨時校舍，直至1991年該校遷入大埔太和邨後關閉）
- 聖公會約榮小學（與第61座西側呈90度相連；1988年遷往黃埔花園並易名聖公會奉基小學）
- 葛師校友會慈雲山學校（與第61座東側呈90度相連；1988年因清拆結束）
- 五旬節聖潔會第二永光學校（鄰近第66座，1997年結束）

## 著名住客
- 許鎮德：前行政長官副官、警察公共關係科總警司[4]、前深水埗警區指揮官。
- 陳慎芝：慈雲山十三太保首領，後來從事戒毒工作，1987年獲得傑出青年獎
- 李兆基：慈雲山十三太保之一，後來成為演員 (已故)；曾居於樂和樓
- 林漢明：香港中文大學生命科學學院教授，以改良大豆作物研究而著名；曾居於民欣樓
- 馮建國：元洲街邨安安幼稚園斬人案死者之一；曾居於正安樓
- 黃日華：香港男演員
- 吳廷燁：香港男演員
- 陳海琪：香港唱片騎師
- 王雙駿：香港音樂製作人
- 陳凱韻（甘比）：華人置業行政總裁兼執行董事
- 馬敏兒：前香港女演員

## 事件
1964年10月24日	慈云山新区连环斩杀案	慈云山邨35座七楼614室发生连环斩杀案，老翁王少云（六十多岁）以菜刀斩伤妇人李国贞（43岁），更斩毙她的长子（7岁）及幼女（4岁），王少云逞凶后跑至36座八楼701室对开处跳楼自杀身亡，导至3死2伤。王少云与李国贞原属九龙仔木屋区旧居邻居。
1983年2月17日	慈云山邨杀子案	慈乐邨第12座乐诚楼三楼235室发生伦常惨剧，疯妇谭秀颜（36岁）突发狂性，认定3岁儿子戚达铿不听话，亲手以50刀刺死儿子。

## 外部連結
- 集體回憶 - 慈雲山 （页面存档备份，存于）
- 香港地方﹣討論－討論文庫－慈雲山村 （页面存档备份，存于）